# Formas L

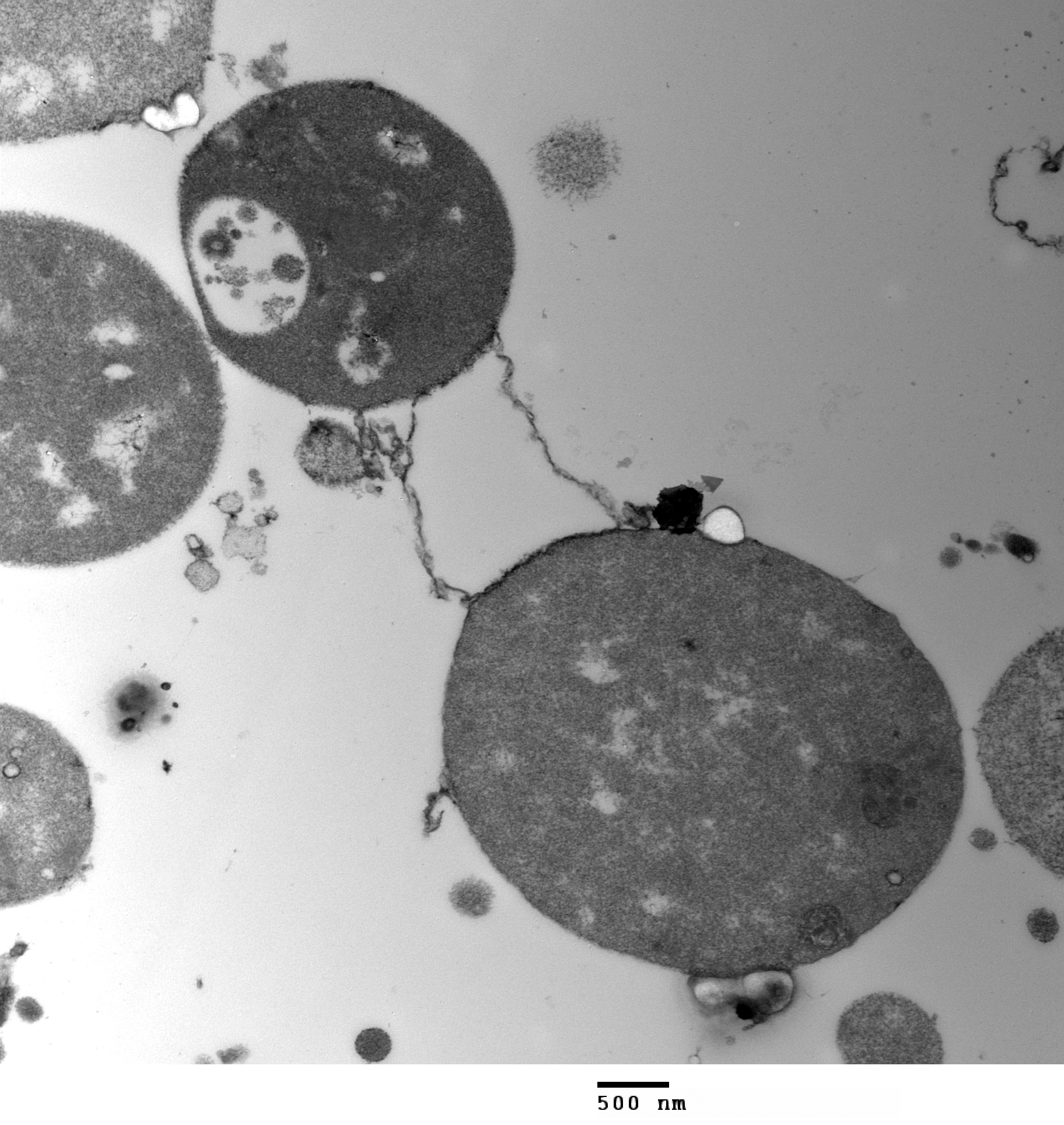
Vision microscópica

Una Forma L es una variante bacteriana carente de pared celular (PC) o con PC defectuosa. Se estudia por primera vez en Streptobacillus moniliformis, donde se observa que produce en forma espontánea una serie de variantes capaces de reproducirse en forma de pequeños elementos filtrables carentes de PC o con PC defectuosa.
Estos microorganismos reciben el nombre de Formas L (L: proviene de Lister Institute, Londres). Estas bacterias tienen una morfología colonial muy parecida a la de los Micoplasmas.
Las Formas L se pueden presentar también en otras bacterias, siempre que la síntesis de PC esté alterada. 

## Formación
La formación de las Formas L, es favorecida por acción de la Penicilina, por enzimas líticas que digieren el peptidoglicano o por concentraciones elevadas de sales como ocurre con la mayoría de las bacterias Grampositivas. Algunas bacterias Gramnegativas pueden convertirse a Formas L en medios con osmolaridad normal o fisiológica.
Las Formas L son el equivalente morfológico de los Protoplastos y Esferoplastos, aunque el término de Formas L se limita a los organismos capaces de multiplicarse. Algunas Formas L, si se elimina el agente inductor, pueden revertir a la forma original (variante transitoria). Otras son Formas L estables.
Durante muchos años se creyó que las Formas L eran Micoplasmas, pero se diferencian de ellos porque:
a) Algunas Formas L pueden volver a poseer PC (formas inestables). Los Micoplasmas nunca poseen PC.
b) Las membranas celulares de las Formas L carecen de esteroles y/o carotenoides, a diferencia de lo que ocurre con los Micoplasmas en los que estas sustancias brindan rigidez a su membrana celular.
c) El análisis de homología de ácidos nucleicos demuestra que estos dos grupos no tienen ninguna vinculación taxonómica. La similitud de sus colonias y el parecido morfológico obedece a la ausencia de PC.
d) Las Formas L de algunas especies bacterianas, requieren una concentración de sales en el medio que funcione como estabilizador osmótico, para mantener la integridad celular.

## Rol en la patogénesis de estas variantes bacterianas o Formas L
Se observa que In vivo pueden existir los componentes necesarios para la formación de Formas L. Algunos antibióticos son capaces de alterar la síntesis de PC; también anticuerpos específicos junto al Complemento y Lisozima sérica o hidrolasas lisosómicas que degradan la PC. Estas bacterias pueden ser resistentes a los antibióticos que actúan sobre la PC y pueden permanecer en estado de latencia al ser fagocitadas sin ser destruidas.
- Datos: Q908995